# 33rd Regiment of Light Dragoons
Das 33rd (Ulster) Regiment of (Light) Dragoons war ein Kavallerieregiment der britischen Armee, das von 1794 bis 1796 bestand.
Während der Ersten Koalitionskriegs wurde das Regiment am 2. Oktober 1794 in Irland unter Lieutenant-Colonel-Commandant James Stevenson Blackwood (1755–1836), dem späteren 2. Baron Dufferin and Claneboye, aufgestellt. Das Regiment bestand aus sechs Troops und trug dunkelblaue Uniformen mit dunkelblauen Aufschlägen.
Das Regiment wurde zunächst zum Garnisonsdienst in Irland, Schottland und England eingesetzt. Als das Regiment 1796 zum Dienst im Ausland beordert wurde, meuterte es und wurde daraufhin am 26. Februar 1796 aufgelöst. Die verbliebenen Soldaten des Regiments wurden auf das 7th, 11th und 12th Regiment of (Light) Dragoons verteilt.